# Niederwil, Aargau

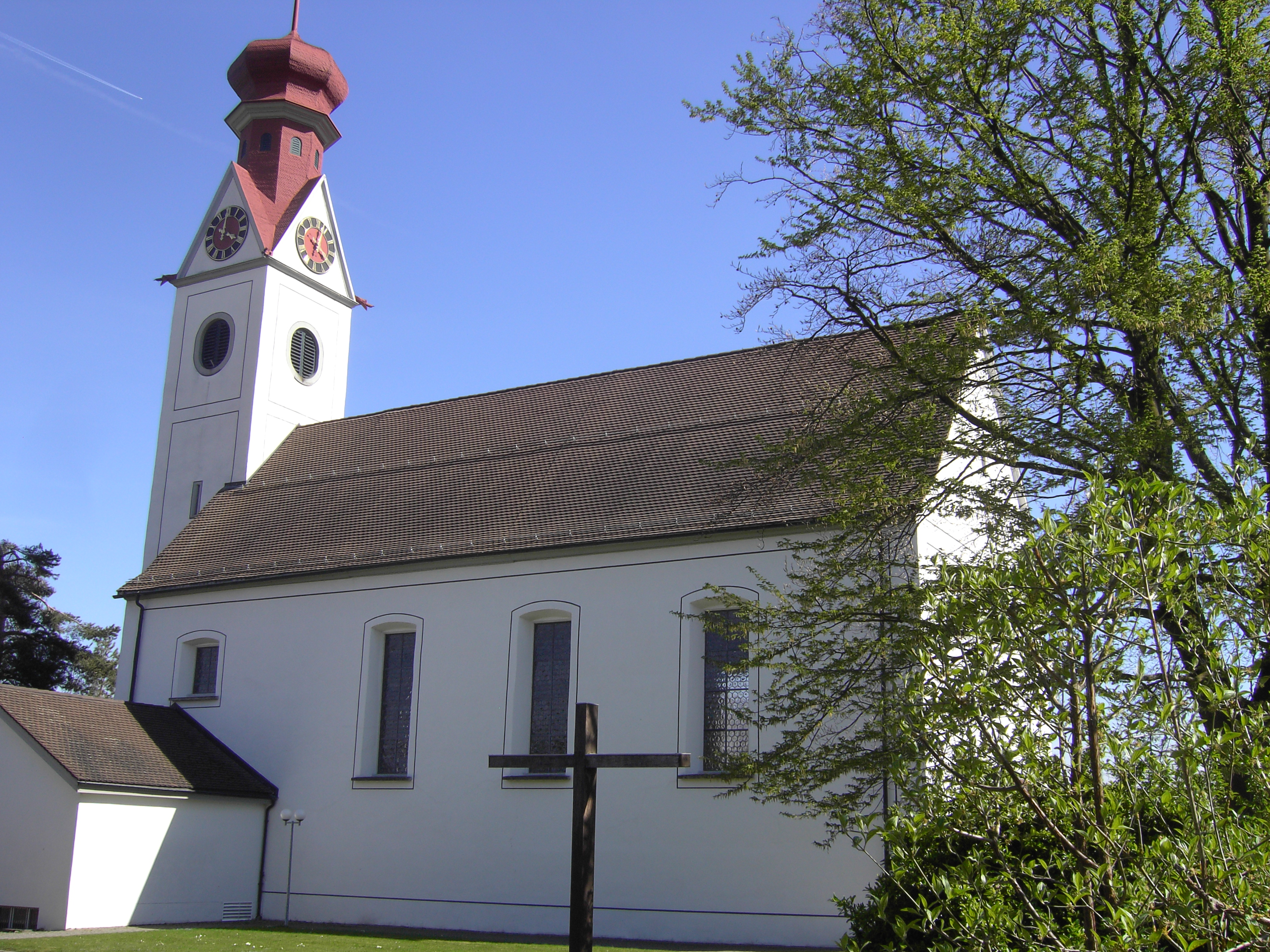
Rom.-cath. Church

Niederwil là một đô thị ở huyện Bremgarten, bang Aargau, Thụy Sĩ.